# Grube Stangenwage
Die Grube Stangenwage (auch Stangenwaage) war eine Eisenerz- und Kupfergrube bei Donsbach (Gemeinde Dillenburg) im Lahn-Dill-Kreis. Die Grube lag zwischen Langenaubach, Haiger und Donsbach.

## Gangmittel
Der Gangzug lag innerhalb eines Bandes aus Schalstein, welches sich von oberhalb Donsbach über Nanzenbach nach Hirzenhain hinzog. Die bekanntesten Gruben auf diesem Gangzug waren:
- Altehoffnung bei Langenaubach
- Stangenwage, Bergmannsglück, Gnade Gottes bei Donsbach
- Rosengarten bei Sechshelden
- Nicolaus und Fortunatus bei Dillenburg
- Alte Lohrbach, Neuermuth, Gemeine Zeche bei Nanzenbach

Die Grube baute auf mehreren Gangmitteln.
- Schliechgang (Name kommt von der feinkörnigen Erzart): spathig, erstes Mittel mit 12 m Länge und Mächtigkeit von 0.5–1 Fuß, erreicht über Querschlag vom Tiefen Stollen aus; zweites Mittel mit 30 m Länge, Mächtigkeit bis 2 Fuß (auf kurzer Strecke sogar bis 2 m), in der 8. bis. 10 Stunde streichend und südwestl. mit 50–60 Grad einfallend, 80 m vom ersten Mittel entfernt
- Brauner bzw. hangender Gang: quarzig, edel auf mehreren Metern, in der 9. bis 12. Stunde streichend und 72 % westlich bzw. südwestl. mit 50–60 Grad einfallend, identisch mit dem 8. Gang der Grube Bergmannsglück, keilt in 150 m Teufe aus
- Wetterlattergang: edel auf 30–32 m
- Ländches Gang: schwach, quarzig, bestehend aus Nierenweiße und Kupfer-Lebererzen, wurde über 120 m langen Querschlag des tiefen Stollen erreicht, in 10–11. Stunde streichend mit südwestl. Einfallen von 70 Grad
- Neuer Gang: in der 9. Stunde streichend und südwestl. einfallend mit 70–75 Grad

Die Gänge waren teilweise bis zu 3 m mächtig und bis zu 40 m lang.

## Geschichte

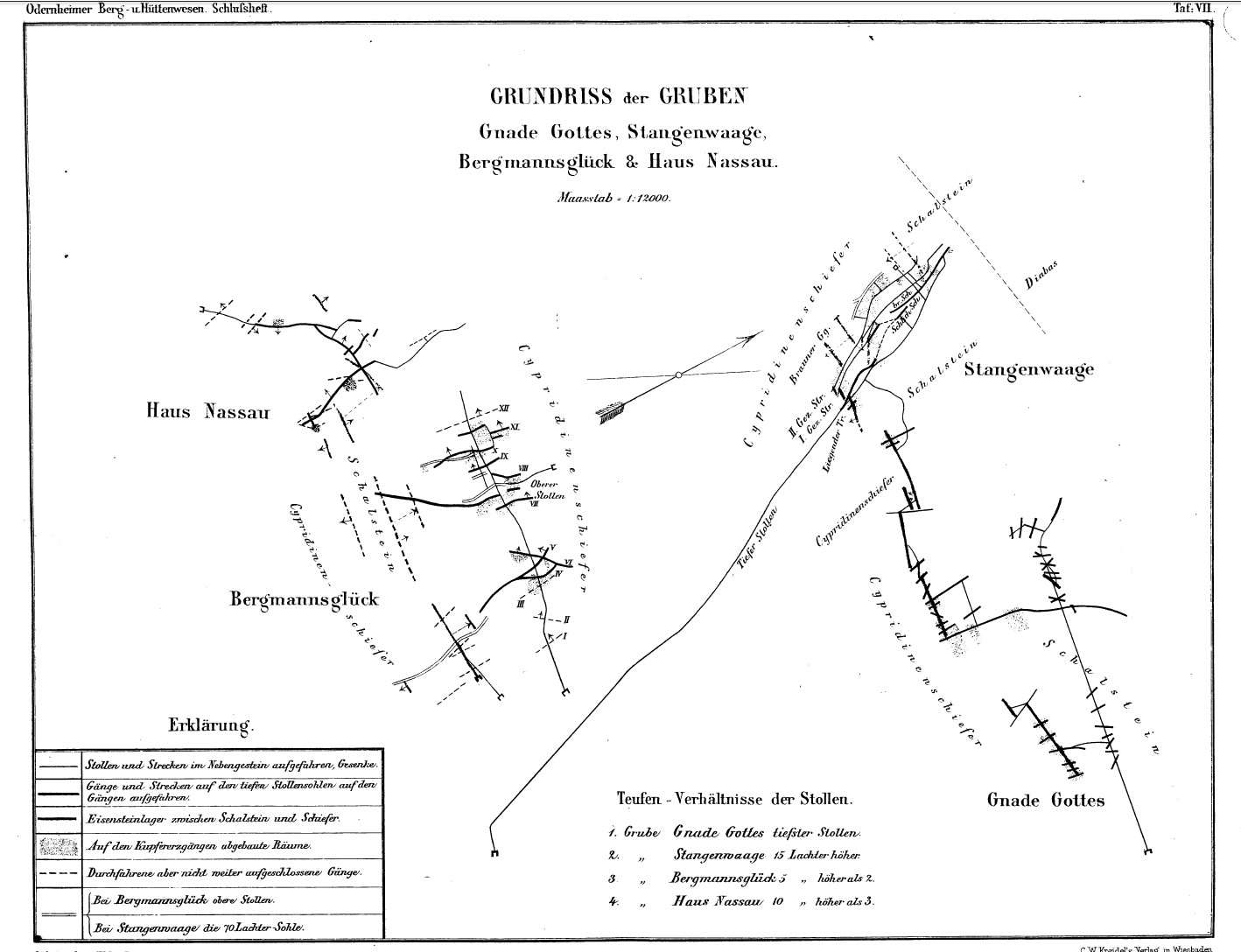
Grundriss der Grube Stangenwage mit benachbarten Gruben

Erste Bergbautätigkeiten im Gebiet der Grube Stangenwage dürften wohl zurückgehen auf das 16. Jahrhundert.
1751 wurde das Vorkommen in einem Schacht, in welchem Eisenstein abgebaut werden sollte, entdeckt. 1752 war die Grube noch nicht völlig vergewerkschaftet.
1758 wird das erste Mal Erz der Grube in der Dillenburger Isabellenhütte verschmolzen.
1771 wurde pro Kux (Grubenanteil) je ein Florin Ausbeute erzielt.
Um 1789 gab es einen oberen und einen ca. 500 m langen, tiefen Stollen, über welchen das Erzmittel Schliechgang nach ca. 280 m erreicht wurde. Nach ca. 340 m Länge traf der tiefe Stollen auf einen Wetterschacht. Dieser, 1789 als tiefer Stollen bezeichnete Stollen, wurde nach der Anlage eines weiteren noch tieferen Stollens (vor 1831) zum mittleren Stollen. 1856 wurde ein Tiefbauschacht angelegt.
Es gab ein 5–6 Fuß mächtiges Roteisensteinlager bestehend aus kalkigem, aber reichem Eisenstein, welches 1867 bis zur zweiten Gezeugsstrecke (120 m tief) aufgeschlossen war.
Der obere Stollen hatte 1867 eine Länge von 520 m, der tiefe, oberhalb des Dorfes auf 334,79 m ansetzende und am Maschinenschacht 70 m Teufe einbringende Stollen eine Länge von ca. 1 km.
Die Bergwerks- und Hütten-Aktiengesellschaft Oranien in Dortmund erwarb um 1857, neben weiteren 18 Kupfererz- und 7 Eisensteingruben um Dillenburg, 60 Eisensteingruben um Siegen und 5 Steinkohlefelder bei Dortmund, die Grube. 1857 wurde aus der Grube (ebenso wie aus der Grube Gnade Gottes) innerhalb von zwei Monaten Roteisensteinerz im Wert von 30.000 Gulden verkauft.
1863/64 wurde die Grube durchschlägig mit der Grube Gnade Gottes.
Bereits vor 1867 wurde zur Entwässerung der Grube eine Dampfmaschine mit einer Leistung von 40 PS eingesetzt. Die Fördermaschine verfügte über eine Leistung von 6 PS. Abgebaut wurde mittels Firstenbau.
Die Grube markscheidete gen Westen mit der Grube Constanze und gen Osten mit der Grube Gnade Gottes. Zur Entwässerung dieser Grube wurde 1883 ein mehrere Kilometer langer Stollen von der Grube Gnade Gottes aus in den Berg getrieben. 1944 wurde dieses Stollensystem über die Grube Stangenwage bis in die Grube Constanze erweitert. Das Grubenwasser, welches heute durch die Gemeinde Haiger als Trinkwasser genutzt wird, gelangte über den 1884 fertiggestellten, sogenannten Dill-Stollen bei Sechshelden in die Dill.
Durch Missachtung von Berggesetzen und verschiedenen Fehlern bei Sprengungen versiegten Quellen und das obere Donsbachtal wurde trockengelegt. So durchbrachen im Jahr 1901 die Wassermassen der Grube Stangenwage den 45 m langen Sicherheitspfeiler gen Grube Gnade Gottes und das Wasser floss fortan nicht mehr aus dem Stollenmundloch des Tiefen Stollens oberhalb von Donsbach, sondern ungehindert durch den tiefer gelegenen Dill-Stollen in die Dill.
Anfang des 20. Jahrhunderts gehörte die Grube zur Friedrich Wilhelms-Hütte in Mülheim. Dort wurden zu diesem Zeitpunkt auch die Erze verschmolzen.

### Fördermengen
Der Gesamtwert der Förderung von 1785–1844 betrug 296.071 Florin und 56,5 Kreuzer.
| Zeitraum              | Fördermenge (Fe) | Fördermenge (Cu) |
| --------------------- | ---------------- | ---------------- |
| 1.11.1856 – 30.9.1858 |                  | 586 t            |
| 1866                  | ?                | ~163 t           |
| 1867                  | 22.776 t         | ~550 t           |
| 1868                  | 15.500 t         | 560 t            |
| 1869                  | 15.688 t         | 737 t            |
| 1870                  | 9.354 t          |                  |
| 1871                  | 8.625 t          |                  |
| 1872                  | 1.479 t          |                  |
| 1906                  | 15.894 t         | 83 t             |

### Belegschaft
1857 arbeiteten 162 Arbeiter in der Grube.
1872 wurden 38 Belegschaftsmitglieder gezählt.

### Schließung
Die Grube wurde 1928 aufgrund der Erschöpfung der Vorkommen endgültig geschlossen. Heute erinnert nur noch die relativ große Halde, auf der heute ein Bauernhof steht, der abgedeckte Schacht und der Name der Zugangsstraße (Stangenwaage) an die einstige Grube. 

## Geologie
Im Südosten und Osten des Rheinischen Schiefergebirges liegt das sogenannte „Hessische Synklinorium“, wozu auch das Lahn-Dill-Gebiet gehört. Das, durch Überschiebung und Faltung im Paläozoikum (Devon) entstandene, Hessische Synklinorium weist geologisch einen komplizierten Aufbau auf. Es ist gekennzeichnet durch Bruchlinien, Hebungen und Verwerfungen. Im Lahn-Dill-Gebiet finden sich keine größeren zusammenhängenden Vorkommen.